# 미국 조폐국

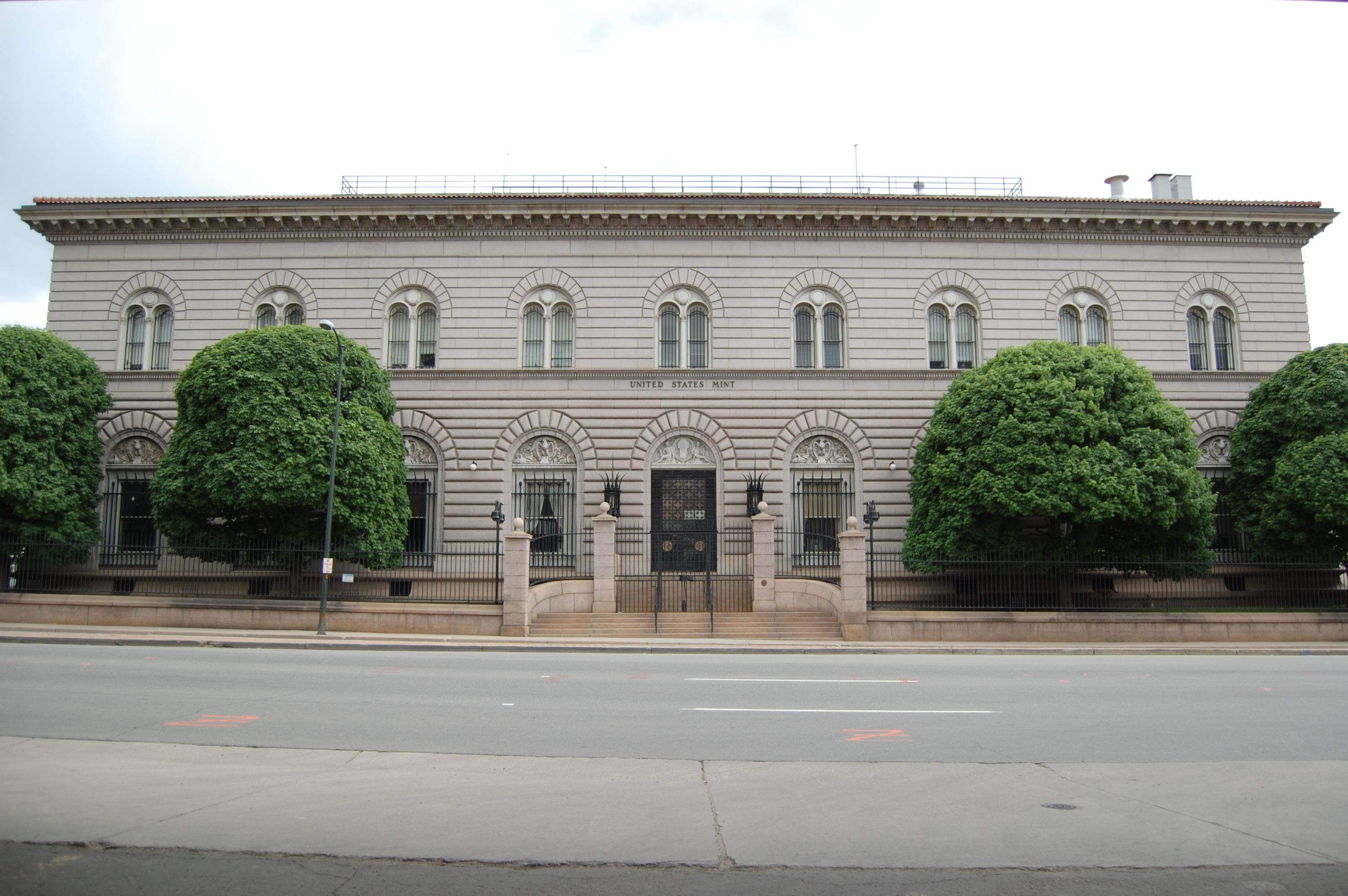
덴버 미국 조폐국 건물

미국 조폐국(美國造幣局, 영어: United States Mint)은 미국을 위하여 무역과 상업을 운영하기 위해 주로 순환하는 통화를 생산한다. 본부는 워싱턴 DC, 조폐 공장 본점은 필라델피아에 위치하며 조폐국 지점은 덴버, 샌프란시스코, 웨스트 포인트, 펜실베이니아, 켄터키주의 포트 녹스 등에 위치한다.

## 역사
조폐국은 1792년 경화주조법안과 함께 미국 의회가 창설했으며 미국 국무부안에 자리잡고있었다. 경화주조법안의 약정에 의하여, 최초의 조폐국 건물이 당시 미국 수도 필라델피아에 위치하였다. 조폐국은 미국의 헌법 아래 세워졌던 공화국 최초의 건물이다. 조폐국 최초의 지휘자는 유명한 과학자 데이비드 리튼하우스였다. 그 위치는 현재 에드문트 C. 모이가 물려받은 상태이다. 헨리 보이그트는 최초의 국장이자 최고 코이너 (coiner)였으며 최초의 미국 동전 디자인을 하였다. 조폐국에서 또다른 중요한 위치는 프랭크 게스페로, 윌리엄 바버, 찰스 E. 바버, 제임스 B. 롱게그리, 앤서니 C. 페이큇 같은 사람들에 의해 유지되었던 최고 조각사이다. 조폐국은 1799년 독립 기관으로 만들어졌으며 1873년 경화주조법안 아래 미국 재무부의 일부가 되었다. 1981년 미국 재무관의 보호아래 두게 된다.

## 수집용 동전 발행 계획

### 25센트(쿼터)
1999년부터 2008년까지 미국 50개 주를 기념하는 쿼터 주화를 발행하였다. 동전의 한쪽면에 주의 이름과 주의 상징물이 새겨져 있다. 예를 들면 사우스다코타주는 조지 워싱턴 등 미국 대통령 4명에 새겨져 있는 큰바위얼굴이 상징물이다. 2008년 50개주 기념 쿼터 생산이 종료된 이후 2009년부터는 워싱턴 DC, 푸에르토 리코, 미국령 사모아, 괌, 미국령 버진 제도, 그리고 북마리아나 제도와 같은 미국의 정식 주가 아닌 지역들(워싱턴 DC를 제외하고는 미국의 준주(territory)라고 불린다.)에 대한 기념 쿼터를 발행하고 있다.

### 1센트(페니)
2009년 기준으로 미국의 16대 대통령인 링컨을 기념하여 그의 일생을 새긴 페니 주화를 발행중이다.

### 1달러 동전
2007년 2월에 미국의 초대 대통령인 조지 워싱턴을 기념하는 1달러 주화가 발행된 이후 2009년 기준으로 12대 대통령 태일러의 기념주화가 발행되었다.

## 같이 보기
- 지금형 주화